# مارغريت هيكلر
مارغريت ماري هيكلر (بالإنجليزية: Margaret Heckler)‏ (الاسم قبل الزواج أوشونيسي، ولدت في 21 يونيو 1931) هي سياسية جمهورية من ماساتشوستس خدمت في مجلس النواب الأمريكي لثمان فترات من 1967 إلى 1983، ثم في وقت لاحق وزيرة الصحة والخدمات الإنسانية وسفيرة البلاد إلى أيرلندا في عهد الرئيس رونالد ريغان. هزمت في انتخابات الكونغرس عام 1982، ولم يتم انتخاب أي امرأة للكونجرس من ماساتشوستس بعدها حتى انتخاب نيكي تسونجاس في انتخابات خاصة في عام 2007.

## بدابات حياتها
ولدت مارغريت ماري أوشونسي في حي فلاشينغ في كوينز في مدينة نيويورك. بدأت دراستها الجامعية في جامعة لايدن بهولندا في عام 1952 ثم تخرجت من كلية ألبرتوس ماغنوس (بكالوريوس 1953) ومن كلية الحقوق في كلية بوسطن (بكالوريوس القانون 1956)، ودخلت نقابة المحاماة في ماساتشوستس. كانت محررة في مجلة المسح السنوي لقانون ماساتشوستس (بالإنجليزية: Annual Survey of Massachusetts Law)‏.
من 1963-1967، شغلت هيكلر منصب عضو مجلس المحافظين لكومنولث ماساتشوستس، وكانت مندوبًة للمؤتمر الوطني الجمهوري في عام 1964 وعام 1968 وانتخبت كمرشحة جمهورية في المؤتمر الثالث التسعين حتى السابع والتسعين (3 يناير 1967 - 3 يناير 1983). حصلت هيكلر على درجة الدكتوراه الفخرية من جامعة جونسون آند ويلز عام 1975.